# جوني ساكستون
جوني ساكستون (بالإنجليزية: Johnny Saxton)‏ كان ملاكم محترف أمريكي صنّف ضمن فئة وزن الوسط بدأ مسيرته الاحترافية سنة 1949.

## إحصائيات
خاض خلال مسيرته 66 نزالا، فاز في 55 وتعادل في 2 وخسر في 9. فاز بالضربة القاضية في 21 نزالا.

## روابط خارجية
- جوني ساكستون على موقع بوكس ريك (الإنجليزية) (registration required)